# Ryan Reynolds
Ryan Rodney Reynolds (Vancouver, 23. listopada 1976.)  kanadski glumac. Poznat je postao po ulozi u sitcomu Two Guys and a Girl, od tada je izgradio karijeru u Hollywoodu, glumeći u dramskim i humorističnim ulogama.

## Životopis

### Rani život
Rođen je kao sin majke Tammy, prodavačice, i oca Jima Reynoldsa, radnika u prehrambenoj industriji i bivšeg poluprofesionalnog boksača. Najmlađi je od četvoro braće. Reynolds je maturirao u Kitsilano Secondary School u Vancouveru 1994. godine. Također, polazio je Kwantlen University College u Richmondu, Britanska kolumbija, ali ubrzo odustaje od školovanja.

### Karijera
Reynolds je karijeru započeo u seriji Hillside gdje je tumačio ulogu Billyja Simpsona između 1991. i 1993. godine, no bez zapaženog uspjeha. Nakon toga, igrao je manje uloge u filmu Serving in Silence: The Margarethe Cammermeyer Story i CBS-ovom uratku In Cold Blood.
Nakon toga, 1998. dobiva ulogu studenta medicine Michaela "Berga" Bergena u seriji Two Guys and a Girl. Iako serija nije polučila uspjeh, odobrena je druga sezona, a na seriji počinje raditi novi scenarist, Kevin Abbott, koji je prethodno radio na humorističnoj seriji Roseanne. Serija polučuje manji uspjeh, ali dovoljno da Ryan bude zapažen u svijetu glume.
Godine 2001. dobiva ulogu Quigleya u filmu Finder's Fee, zatim tumači Van Wildera u filmu Van Wilder, nakon čega slijedi uloga Kevina u kanadskome filmu Foolproof. Svjetski uspjeh postiže ulogom Hannibala Kinga u filmu Blade: Trojstvo i Georgea Lutza u MGM-ovom remakeu horrora The Amityville Horror iz 1979. godine. Za ove dvije uloge Reynolds je morao proći kroz težak fizički trening. Također, gostovao je u popularnoj seriji Stažist gdje je glumio Spencea, školskog prijatelja glavnih likova J.D.-a i Turka.
U jednom intervjuu u ožujku 2005., Reynolds je izrazio zanimanje za uključivanje u moguću filmsku adaptaciju stripa Deadpool sa scenaristom Davidom S. Goyerom. Također, rekao je da postoji mogućnost da utjelovi The Flasha, iliti Wallyja Westa, junaka stripa The Flash izdavačke kuće DC Comics u remakeu istiomenog filma iz 1990.

### Privatni život
Godine 2001. Reynolds je hodao s glumicom Rachel Leigh Cook, no par se ubrzo razišao. Od 2002. do 2003. Reynolds je bio u romantičnoj vezi s Alanis Morissette. Zaručili su se 2004. godine. U srpnju 2006. magazin People objavio je da su prekinuli, ali ni Morissette ni Reynolds to nisu službeno potvrdili. Mjesec dana kasnije, Contact Music objavio je da su glasine o njihovu prekidu veze bile lažne. No, u veljači 2007. par se i službeno razišao. Reynolds je bio u vezi s glumicom Scarlett Johansson. Viđeni su kako se drže za ruke i ljube na jednome koncertu u Los Angelesu. Trenutno je u braku s glumicom  Blake Lively  s kojom ima troje djece.
Reynolds je navijač Green Bay Packersa i obožava motocikle, a vlasnik je dva; preuređenog 2005 Harley Davidson Springer Softail, i 2005 Confederatea. 
Ryan Reynolds nalazi se na naslovnici časopisa Men's Health (UK) za ožujak/travanj 2007. godine.

## Filmografija

### Filmovi
- Ordinary Magic (1993.) - Ganesh/Jeffrey
- Sabrina - Mala vještica (1996.) - Seth
- The Alarmist (1997.) - Howard Ancona
- Coming Soon (1999.) - Henry Lipschitz
- Dick (1999.) - Chip
- Big Monster on Campus (2000.) - Karl O'Reilly
- We All Fall Down (2000.) - Red Shoes
- Finder's Fee (2001.) - Quigley
- National Lampoon's Van Wilder (2002.) - Van Wilder
- Buying the Cow (2002.) - Mike Hanson
- The In-Laws (2003.) - Mark Tobias
- Foolproof (2003.) - Kevin
- Harold & Kumar Go to White Castle (2004.) - Nurse
- Blade: Trojstvo (2004.) - Hannibal King
- School of Life (2005.) - Mr. D
- Waiting... (2005.) - Monty
- Just Friends (2005.) - Chris Brander
- The Amityville Horror (2005.) - George Lutz
- Chaos Theory (2007.) - Frank
- As u rukavu (2007.) - Richard Messner
- The Nines (2007.) - Gary/Gavin/Gabriel
- Definitely, Maybe (2007.) - Will Hayes
- Fireflies in the Garden (2008.) - Michael Waechter
- Safe House (2012.) - Matt Weston
- Deadpool (2016.) - Deadpool
- Čuvaj me s leđa (2017.) - Michael

### Serije
- Fifteen (1990.) - Billy Simpson
- The Odyssey (1992.) - Macro
- My Name Is Kate (1994.) - Kevin Bannister
- Serving in Silence: The Margarethe Cammermeyer Story (1995.) - Andy
- The Outer Limits... Paul Nodel / ... (3 epizode, 1995.-1998.)
The Origin of Species (1998) TV epizoda .... Paul Nodel
Double Helix (1997) TV epizoda .... Paul Nodel
If These Walls Could Talk (1995) TV epizoda .... Derek Tillman
- In Cold Blood (1996) -  Bobby Rupp
- Sabrina, mala vještica (1996) - Seth (gostujuća uloga)
- When Friendship Kills (1996) - Ben Colson
- Two Guys, a Girl and a Pizza Place (1998) - Berg
- Tourist Trap (1998)
- Stažist (2003) - Spence (gostujuća uloga)
- Zeroman (2004) - Ty Cheese (glas)
- School of Life (2005) - Michael "Mr. D" D'Angelo
- Saturday Night Live - Host

## Vanjske poveznice
- Ryan Reynolds u internetskoj bazi filmova IMDb-u (engl.)
- Najveći fan site posvećen Ryanu Reynoldsu